# Фролкін Іван Тихонович
Іван Тихонович Фролкін (31 серпня 1930, село В'ячка Кірсановського району, тепер Тамбовської області, Російська Федерація — 20 вересня 1999, місто Калуга, тепер Російська Федерація) — радянський державний діяч, голова Калузького облвиконкому. Депутат Верховної ради РРФСР 10—11-го скликань.

## Життєпис
Народився в селянській родині. У 1955 році закінчив Московську ветеринарну академію. 
З 1955 року працював ветеринаром радгоспу «Чкаловський» Дзержинського району Калузької області.
Член КПРС. Перебував на відповідальній партійній роботі.
У 1970—1976 роках — 1-й секретар Малоярославецького районного комітету КПРС Калузької області.
У 1976 — 15 січня 1979 року — заступник голови виконавчого комітету Калузької обласної ради депутатів трудящих.
15 січня 1979 — 30 березня 1989 року — голова виконавчого комітету Калузької обласної ради депутатів трудящих.
З 1989 року — персональний пенсіонер у місті Калузі. Помер 20 вересня 1999 року.

## Нагороди і звання
- орден Трудового Червоного Прапора (1980)
- медалі